# The Long Con
"The Long Con" (titulado "El gran golpe" en España y "La gran estafa" en Hispanoamérica) es el decimotercer episodio de la segunda temporada de la serie Lost, de la cadena de televisión ABC. Cuando Sun es atacada, la tensión entre los supervivientes se acentúa y surge una lucha interna por el control de las armas. FLASHBACK de James Ford.

## Trama

### Flashbacks
Sawyer intenta estafar a una mujer divorciada llamada Cassidy (Kim Dickens). Mientras se viste, Sawyer abre "accidentalmente" un maletín lleno de fajos de billetes falsos hechos con periódicos. Cassidy ve a través de la estafa de inmediato. Afirma que no obtuvo un acuerdo significativo en el proceso y advierte que la mayor parte del dinero es papel de periódico. Cassidy también está intrigada y le pide a Sawyer que le enseñe a estafar a alguien.
Los dos planean una estafa de joyas poniendo precios excesivos en productos falsificados y estafaron a dos hombres en una gasolinera. Perpetran varias estafas durante los meses siguientes. Entonces Cassidy le pregunta si puede enseñarle cómo llevar a cabo una "gran estafa", y revela que efectivamente recibió un acuerdo de $ 600.000 en su divorcio. Sawyer está más tarde en un restaurante (su mesera es Diane, la madre de Kate), almorzando con Gordy (Kevin Dunn), su socio. Se revela que Sawyer estaba planeando estafar a Cassidy con su dinero, pero quiere echarse atrás debido a sus sentimientos por ella. Gordy amenaza la vida de Sawyer y Cassidy si no continúa con la estafa.
Sawyer regresa a la casa y le dice a Cassidy que debe huir porque su socio, Gordy, los va a matar, y señala un auto afuera. Él revela que la "gran estafa" es la propia Cassidy, y que él sabía de su dinero desde el principio, pero Gordy los va a matar porque Sawyer no quiere robar el dinero de Cassidy. La despide con el dinero, empacado en una bolsa. Se dirige al coche, que resulta vacío. Luego, regresa a la casa y recupera el dinero real, que había ocultado mientras engañaba a Cassidy. Antes de irse, con cierto pesar, voltea una fotografía de ellos juntos.

### En la isla
Jack y Locke deciden guardar las armas y la heroína en la habitación segura del refugio, aunque queda claro que entre ambos existe una cierta desconfianza, ya que Locke es renuente a darle a Jack la combinación de la puerta. 
Sawyer comenta que él y Charlie son ahora las dos personas más odiadas de la isla. Charlie responde diciéndole a Sawyer que debería estar más preocupado por que Jack saquee su tienda. Sawyer se enfrenta a Jack, quien explica que simplemente está tomando los analgésicos que Sawyer robó. Sawyer responde que los analgésicos en realidad fueron robados de su "escondite" mientras estaba en la balsa. Sawyer también le señala a Kate que Jack ahora confía en Ana Lucía en lugar de en ella. Kate se entera por Sawyer del ejército que Ana Lucía y Jack quieren montar.
Ana Lucía le pregunta a Jack si Locke le dio la combinación de las armas, y él responde que sí. Ana siente que los supervivientes "no están lo suficientemente asustados" y que todos se sienten a salvo. Ana luego le pregunta a Jack por la combinación, pero cuando Jack duda, Ana le dice que solo estaba bromeando.
Mientras tanto, en un intento por aliviar el dolor de Sayid por la muerte de Shannon, Hurley intenta conectarse con Sayid. Hurley le dice a Sayid que fue a la tienda de Rose y Bernard y obtuvo su radio de la estación La Flecha. Hurley también ha descubierto que Bernard fue quien recogió la transmisión de Boone desde el avión de drogas nigeriano. Le pregunta a Sayid si puede aumentar el poder de alguna manera para ayudarlos a enviar otra señal, pero Sayid dice que no funcionaría.
Sun es atacada cuando se encuentra trabajando en su huerto y todos tienen miedo de que los Otros anden merodeando el campamento con la intención de llevarse a más supervivientes. Jack determina que Sun estará bien. Jin exige un arma para vengarse. A pesar de los deseos de Jack de esperar a que Sun recupere el conocimiento antes de una investigación, Sawyer y Kate regresan al lugar del ataque de Sun para una inspección. Encuentran una bolsa de arpillera, que es diferente a la que usó Mr. Friendly sobre Kate. Deducen que uno de los supervivientes pudo haber intentado el secuestro. Kate sospecha de Ana Lucía, que cree que quiere infundir miedo en los supervivientes para que formen un ejército contra los Otros.
Kate le expresa su preocupación a Jack y le pide a Sawyer que avise a Locke de que Jack viene por las armas. Locke decide mover las armas para que Jack y Jin no puedan alcanzarlas. Locke deja a Sawyer para "presionar el botón" mientras esconde todo el arsenal. Jack entra por la escotilla en busca de un arma, pero encuentra la caja fuerte vacía y, Sawyer, burlonamente, le dice que Locke se llevó todo. El grupo, que ya de por sí está bastante paranoico, decide que tienen que ir armados a por los Otros, pero Locke discrepa, y hace que Jack y él choquen de nuevo. Locke defiende sus acciones señalando que Jack estaba a punto de romper su acuerdo. Durante esta acalorada discusión, suenan los disparos y aparece Sawyer, empuñando un rifle automático. Sawyer revela que el incidente fue una elaborada "gran estafa" para apoderarse de las armas y declararse a sí mismo el "nuevo sheriff de la ciudad". Luego de esto, Sawyer se marcha ante la atónita mirada de todos, incluso de Kate, quien no puede creer el engaño de Sawyer. Se revela que Charlie fue parte del complot para vengarse de Locke y verlo "humillado". Cuando, Sawyer le ofrece una de las estatuas de la Virgen María, él las rechaza. Charlie le pregunta a Sawyer cómo alguien podía pensar en una trama tan ingeniosa, Sawyer recuerda por un momento su estafa con Cassidy, y responde: "No soy una buena persona, Charlie. Nunca hice nada bueno en mi vida".
Al final, Sayid le trae a Hurley la radio, junto con un amplificador de transmisión para aumentar la señal. Primero captan el sonido de una voz francesa femenina hablando, que Sayid asume que es la transmisión de socorro de Rousseau, y luego captan una transmisión de radio de "Moonlight Serenade" de Glenn Miller. Aunque Hurley inicialmente asume que deben estar cerca de la fuente de transmisión, Sayid explica que, debido a las ondas de radio que rebotan en la ionosfera, las señales de radio de onda corta pueden viajar potencialmente miles de millas. Sayid dice que podría provenir de cualquier lugar, a lo que Hurley responde "...o en cualquier momento", y luego agrega que estaba bromeando.

## Otros capítulos
- Capítulo anterior: Fuego + agua
- Capítulo siguiente: Uno de ellos